# 4-8-8-4

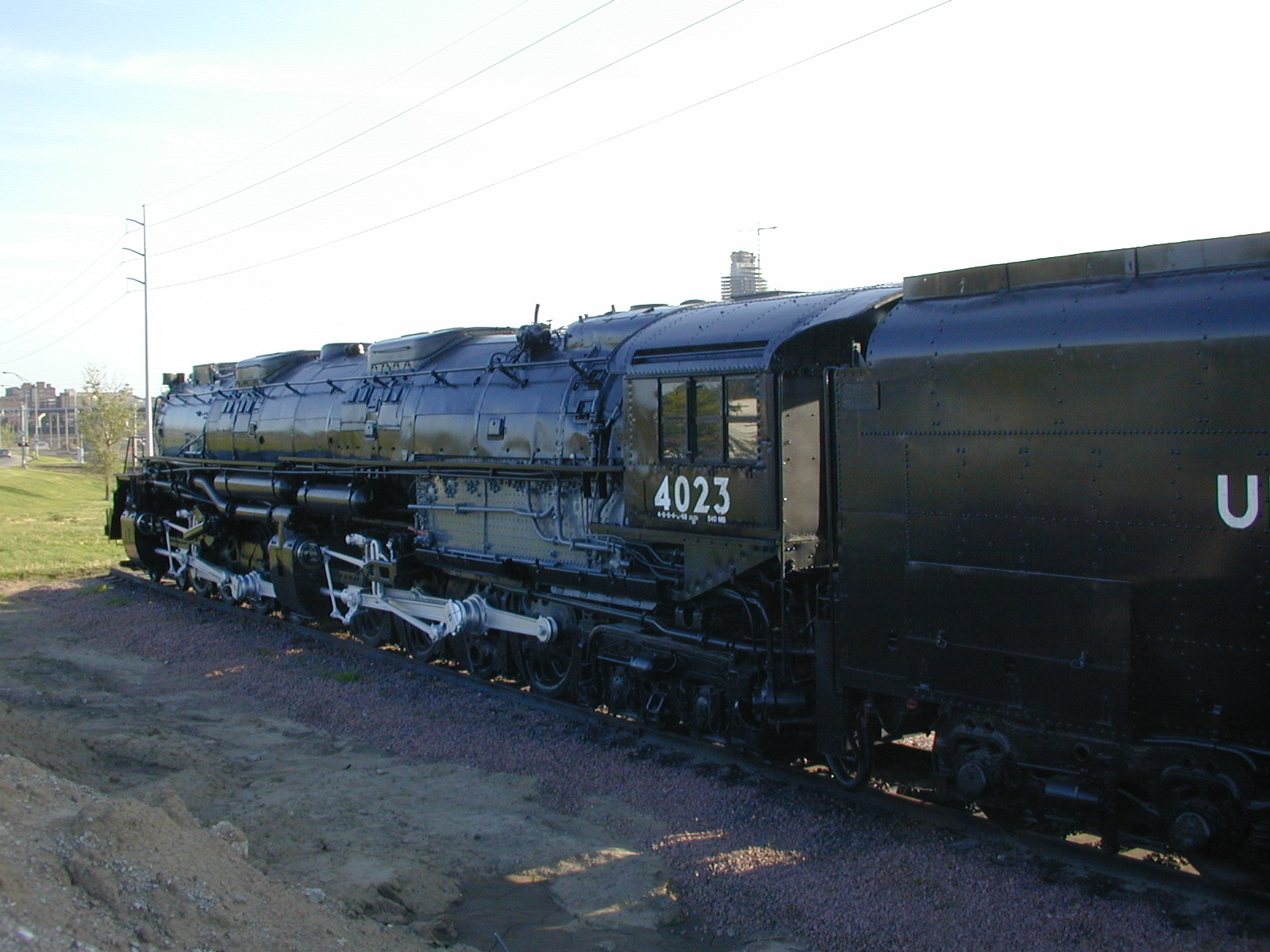
Una locomotora Big Boy. Este ejemplar es la Union Pacific 4023.

En la notación Whyte para clasificar locomotoras de vapor según su disposición de ruedas, una 4-8-8-4 es una locomotora con cuatro ruedas en un boje de guía ubicado en el frente de la máquina, dos juegos de ocho ruedas motrices y un boje con cuatro ruedas de apoyo en la parte trasera.
Otras clasificaciones equivalentes son:

Clasificación UIC: 2DD2 (también conocida como clasificación alemana y clasificación italiana)

Clasificación francesa: 240+042

Clasificación turca: 46+46

Clasificación suiza: 4/6+4/6
La clasificación UIC es definida como (2′D)D2′ para locomotoras tipo Mallet.
Las únicas locomotoras 4-8-8-4 importantes fueron las de la clase Union Pacific 4000 "Big Boy".
Las UP Big Boys eran una expansión de las locomotoras tipo "Challenger" 4-6-6-4 articuladas. Se le colocaron grandes ruedas de tracción para permitir operar trenes de carga a altas velocidades en terrenos con pendientes. Se colocaron dos juegos de ruedas de tracción adicionales para incrementar el poder de arrastre y evitar el uso de locomotoras auxiliares para superar las pendientes con trenes de gran tonelaje.
Otros ferrocarriles estadounidenses consideraron comprar las 4-8-8-4, incluyendo el Western Pacific Railroad, el cual ya tenía en su parque grandes 2-8-8-2 y 4-6-6-4, pero las locomotoras diésel ganaron popularidad y pronto pudieron reemplazar a estas máquinas monstruosas; se convirtieron en un ícono del Union Pacific Railroad.